# Francesco Bruno (critico letterario)
Francesco Bruno (Ascea, 28 maggio 1899 – Napoli, 20 novembre 1982) è stato un giornalista, critico letterario e scrittore italiano, tra i più originali del Novecento.

## Biografia
Ha fondato e diretto nel 1925 il settimanale "Il Progresso" (nel quale introdusse per primo in Italia il formato tabloid e la vignetta in prima pagina) e i periodici culturali "Il Cilento" e "Contenuti". Fu cofondatore de "La Vetta".
Ha lavorato e scritto nelle maggiori testate (Il Mattino, Roma, Il Tempo, Avanti!) come critico letterario, inviato speciale e columnist culturale. Ha scritto inoltre nelle più diffuse riviste letterarie del tempo (La Fiera Letteraria, Il Saggiatore, Il Meridiano di Roma, I diritti della Scuola).
Le sue opere saggistiche finora pubblicate sono una ventina con più di diecimila articoli. È autore, fra l'altro, della prima monografia critica dedicata a Grazia Deledda e dei primi saggi sul pensiero di Paul Valéry, che Bruno fece conoscere ai lettori italiani. Ha il merito di avere parlato per primo, in Italia, di Boris Pasternak; di avere letto per primo e ordinato le poesie di Alfonso Gatto, salernitano; di essere stato il talent scout, nel 1935, di Elsa Morante, che scoprì, e della quale consigliò la pubblicazione a puntate di un romanzo su una rivista romana. Ha operato la sistemazione metodologica di un filone della letteratura meridionale come Scapigliatura napoletana e meridionale.
Suoi sono tre volumi di narrativa (un romanzo e due libri di racconti), che hanno come tòpos immaginativo Ascea e il Cilento, e una silloge di poesie di "stile neoclassico", secondo la definizione del quotidiano torinese "La Stampa".
Suoi scritti sono stati tradotti in varie lingue e sono presenti nelle maggiori biblioteche italiane e straniere. La sua figura e le sue opere sono state oggetto di corsi e di tesi di laurea, così come di monografie critiche.
Numerose sue opere inedite sono state riscoperte e pubblicate postume a cura di suo figlio Elio Bruno, anch'egli giornalista e critico letterario, e del prof. Francesco D'Episcopo, docente di Letteratura italiana all'Università Federico II di Napoli.
Nel 2003 è stato bandito il  "Premio Nazionale di Giornalismo Francesco Bruno", che ha anche un'ampia sezione dedicata agli studenti di scuola superiore, la cui giuria è composta da giornalisti e docenti universitari. Tra gli altri, sono stati premiati giornalisti e intellettuali meridionalisti come Gennaro Sangiuliano, Pietro Gargano, Carmelo Pittari e Giulio Rolando. Dal 2006, dopo la scomparsa di Elio Bruno, il Premio è stato dedicato anche a lui ed ha assunto la denominazione di Premio Nazionale di Giornalismo "Francesco ed Elio Bruno".
Nel 2008 è stato intitolato a Francesco Bruno il plesso situato ad Ascea Capoluogo dell'Istituto Comprensivo Statale "Parmenide".
Sempre ad Ascea, da un'idea della scrittrice e traduttrice danese Else Mogensen e con la collaborazione delle istituzioni scolastiche locali, è nato nel 2010 il "Premio Mogensen - Bruno", che mira ad avvicinare gli studenti alla letteratura attraverso l'approfondimento delle opere di Francesco Bruno, loro concittadino.

## Profilo critico
Francesco Bruno, intellettuale umanista, visse libero e mai aggiogato al carro del potere nei lunghi decenni di militanza letteraria e giornalistica, iniziati a Salerno negli anni '20, quando, giovanissimo, fu uno dei protagonisti della vita culturale salernitana. Era amico e sodale di Abbagnano e di altri.
Invitato da Matilde Serao a collaborare al quotidiano Il Giorno, intervenne nel dibattito estetico tra Croce e Gentile con il volume Il problema estetico contemporaneo (1928). Il filosofo abruzzese sulla rivista La critica sottolineò le divergenze nella concezione dell'Arte con il Bruno, anche in riferimento ad una visione globale della poesia e del problema filosofico, che il giovane scrittore contestava garbatamente.
Trasferitosi a Napoli nel 1930, egli non rimase ancorato solo all'ambiente degli artisti partenopei, ma partecipò ai fermenti innovativi nazionali ed internazionali, scrivendo opere come Narratori tradizionali (1932), Problemi e figure della nuova poesia (1933), Grazia Deledda (1935), la prima monografia critica dedicata alla scrittrice sarda, Novecento europeo (1937). Conobbe ed intrattenne corrispondenza, ad esempio, con Papini, Grazia Deledda, Ada Negri, Daniel-Rops, Tilgher, Prezzolini, Cecchi, e molti altri.
Visse a Napoli giornalista de Il Mattino, dove fondò e curò la prima pagina italiana (o supplemento) dei libri. Rimase sempre intellettuale libero, non accettando allettanti proposte da parte del ministro Giuseppe Bottai e, successivamente, dopo la caduta del fascismo, nel dopoguerra, l'offerta dell'amico ministro Cacciatore di diventare redattore capo del giornale Avanti!!, come riferisce Francesco D'Episcopo nella sua pregevole monografia intitolata Francesco Bruno e la letteratura meridionale.
A seguito di dissensi con il direttore de Il Mattino, Ansaldo, dovuti a motivi di ortodossia e di etica professionale, fu nominato critico letterario e capo servizio Cultura del quotidiano Roma, fondato nel 1862 dopo l'Unità d'Italia, storica e gloriosa testata che ebbe per collaboratori, tra gli altri, Francesco Mastriani e Francesco De Sanctis, che il Bruno, come accenna nel suo libro postumo De Sanctis e il realismo (2000), considera suo maestro ideale, unitamente a Tilgher e Croce. Fu proprio un cilentano, il duca Erminio Gugliucci di Orria Cilento, a presentare Francesco Bruno a Croce negli anni trenta, quando inizia il sodalizio con don Benedetto fino alla morte di quest'ultimo, avvenuta nel 1952.
Il Bruno continua negli anni sessanta, settanta e ottanta a pubblicare testi di saggistica letteraria come La poesia d'oggi, 1945-1965 (1966), Arte e Critica (1967), Letteratura meridionale (1968), La Scapigliatura Napoletana e Meridionale (1968), Gli scrittori nel Mezzogiorno (1971), e, nel 1976, la raccolta di poesie La terra ed il paradiso. Il figlio Elio ha curato l'edizione delle opere postume Umanesimo e contro-Umanesimo (1984), con prefazione di Aldo Vallone, Storia e genesi delle Avanguardie letterarie. Il Futurismo (1996), Luigi Pirandello, l'Arte e il Decadentismo (1998), Il Decadentismo in Italia e in Europa(1998), Profeti disarmati(1999), De Sanctis e il realismo (2000), Salvatore Di Giacomo (2001).
Tra le opere di narrativa, la silloge di racconti Frate Gesù, pubblicata a Salerno nel 1924, merita un'attenzione particolare poiché è incentrata sulla contrapposizione fra il Bene e il Male, anticipando la tematica narrativa cattolica francese di Bernanos, Green e Mauriac.
È degno di nota, altresì, Paese di eriche e ginestre, romanzo del 1999 ambientato a Velina, metafora di Ascea, inedito, curato sempre dal figlio Elio. È l'ultimo volume scritto da Francesco Bruno, che lo stava componendo ad Ascea quando si ammalò. È la storia di uomini e donne cilentani negli ultimi anni dell'Ottocento, trasfigurati in personaggi mitici, depositari del fascino di una terra antica di filosofi e poeti greci che rivive nell'amore di un figlio che non ha mai dimenticato la sua gente e le sue radici. Ed è la stessa Ascea il "topos'" della sua immaginazione, trasfusa nei numerosissimi elzeviri e racconti, pubblicati sul "Roma" e altrove, spesso con pseudonimi, che ora è difficile individuare nelle emeroteche.

## Scritti

### Critica Letteraria
- Francesco Bruno, Il problema estetico contemporaneo, Lanciano, G. Carabba, 1928,  p. 100.
- Francesco Bruno, Narratori tradizionali, Salerno, Di Giacomo, 1932,  p. 152.
- Francesco Bruno, Problemi e figure della nuova poesia, Palermo, La Tradizione editrice, 1933,  p. 155.
- Francesco Bruno, Grazia Deledda: studio critico, Salerno, Di Giacomo, 1935,  p. 110.
- Francesco Bruno, Novecento europeo, Salerno, Di Giacomo, 1937,  p. 260.
- Francesco Bruno, La poesia d'oggi (1945-1965), Collana: Inediti e saggi, Padova, Edizioni del Sestante, 1966,  p. 310.
- Francesco Bruno, Arte e critica. Manuale di estetica, Napoli, La Nuova Cultura Editrice, 1967,  p. 204.
- Francesco Bruno, Letteratura meridionale, Collana: Studi meridionali, Cosenza, Pellegrini, 1968,  p. 524.
- Francesco Bruno, La Scapigliatura napoletana e meridionale, Napoli, La Nuova Cultura Editrice, 1971,  p. 449.
- Francesco Bruno, Gli scrittori del Mezzogiorno (Dimensione storica del post-romanticismo), Napoli, La Nuova Cultura Editrice, 1981,  p. 361.

#### Volumi postumi
- Francesco Bruno, Umanesimo e contro-Umanesimo (Ricerca d'una civiltà letteraria fra le età antiche e contemporanee), Prefazione di Aldo Vallone, Napoli, La Nuova Cultura Editrice, 1984,  p. 367.
- Francesco Bruno, Storia e genesi delle Avanguardie letterarie. Il Futurismo, Napoli, Edizioni Scientifiche Italiane, 1996,  p. 139, ISBN 88-8114-375-5.
- Francesco Bruno, Luigi Pirandello, l'Arte e il Decadentismo, a cura di Elio Bruno, Collana: Letteratura italiana, 17, Napoli, Edizioni Scientifiche Italiane, 1998,  p. 273, ISBN 88-8114-550-2.
- Francesco Bruno, Il decadentismo in Italia e in Europa, a cura di Elio Bruno, Collana: Letteratura italiana, 18, Napoli, Edizioni Scientifiche Italiane, 1998,  p. 384, ISBN 88-8114-727-0.
- Francesco Bruno, Profeti disarmati. Saggi critici su Benda, Bernanos, Bremond, Buonaiuti, Chesterton, D'Ors, Eliot, George, Green, Massis, Maurìac, Papini, Valéry, a cura di Elio Bruno, Postfazione di Francesco D'Episcopo, Napoli, Edizioni Scientifiche Italiane, 1999,  p. 358, ISBN 88-8114-764-5.
- Francesco Bruno, De Sanctis e il realismo, a cura di Elio Bruno, Napoli, Edizioni Scientifiche Italiane, 2000.
- Francesco Bruno, Salvatore Di Giacomo, Napoli, Libreria Dante & Descartes, 2001.
- Francesco Bruno, Benedetto Croce, Napoli, La Città del Sole, 2002.
- Francesco Bruno, Estetica crociana e post crociana. Gentile e Croce: incontro e scontro di idee, Napoli, Libreria Editrice E. Cassitto, 2002.
- Francesco Bruno, Breviario di critica letteraria, Napoli, Libreria Dante & Descartes, 2004.
- Francesco Bruno, Critici e narratori a Napoli tra Settecento e Novecento. Saggi critici su Bernari, Cione, Croce, De Sanctis, Giusso, Marotta, Scarfoglio, Serao, Vico, Napoli, Libreria Dante & Descartes, 2004.
- Francesco Bruno, Dentro Napoli. Ambienti e personaggi otto/novecenteschi, A cura, con prefazione e postfazione di Francesco D'Episcopo, Napoli, Alfredo Guida Editore, 2004,  p. 105, ISBN 88-7188-807-3.
- Francesco Bruno, Giambattista Vico e le favole poetiche, Nota di Elio Bruno; a cura e con postfazione di Francesco D'Episcopo, Napoli, Alfredo Guida Editore, 2007,  p. 93, ISBN 978-88-6042-362-7.

### Poesia
- Francesco Bruno, La terra e il Paradiso, Roma, Gabrieli, 1976.

### Narrativa
- Francesco Bruno, Frate Gesù. Novelle, Salerno, R. Beraglia, 1924,  p. 123.

#### Volumi postumi
- Francesco Bruno, Paese di eriche e ginestre. Romanzo, A cura e nota al testo di Elio Bruno; postfazione di Francesco D'Episcopo, Napoli, Edizioni Scientifiche Italiane, 1999,  p. 199, ISBN 88-8114-916-8.
- Francesco Bruno, L'antiquario e la consorte. Novelle ed un atto unico, A cura e con nota ai testi di Elio Bruno; postfazione di Francesco D'Episcopo. Collana: Inedita, 1; contiene: "Sorella, non dirmi di no"; "I sogni di Ruggero"; "Lasola stella", Napoli, Libreria Editrice E. Cassitto, 2001,  p. 95.